# A Toccata of Galuppi's
Une Toccata de Galuppi
A Toccata of Galuppi's (Une Toccata de Galuppi) est un poème de Robert Browning, vraisemblablement écrit entre 1847 et 1853 et initialement publié dans le recueil de 1855, Hommes et Femmes.
Le titre, marqué par le cas possessif (of Galuppi's), indique que le morceau, la toccata, « appartient » (appartenance et non possession) au compositeur vénitien Baldassare Galuppi (et non Baldassaro comme dit dans le poème, vers 1), 1706-85, qui en est l'auteur. Le locuteur est un Anglais vivant au XIXe siècle, ce qui est signalé à la strophe III, vers 9 : « Je n'ai jamais quitté l'Angleterre » (I was never out of England) ; il joue ou écoute la toccata et se voit progressivement transporté en imagination dans la Venise du XVIIIe siècle pendant la période du Carnaval.
En réalité, Galuppi, surtout connu pour sa musique sacrée, n'a écrit aucune toccata. Il semble que Browning ait ici commis une erreur (« volontaire » ou non ? Voir « La polyphonie du poème »), qu'il répéta d'ailleurs, puisqu'en 1887, il prétendait posséder deux manuscrits de toccatas du musicien.
Sa versification est originale : quinze strophes de trois vers (tercets), soit quarante-cinq tétramètres (ou octamètres selon que l'on considère l'accent ou la syllabe), chacun de huit accents et seize syllabes, selon un schéma rythmique privilégiant le trochée (— u), ce qu'il est difficile de réaliser en anglais sur plus de quelques pieds en raison des variations de l'accent tonique ; enfin, chaque tercet est monorime. Ainsi, la virtuosité technique de l'ensemble fait écho au genre de la toccata, destiné à éblouir par la vivacité du frappé.

## A Toccata of Galuppi's
| 1. Oh Galuppi, Baldassaro, this is very sad to find! 2. I can hardly misconceive you; it would prove me deaf and blind; 3. But although I take your meaning, 'tis with such a heavy mind! 4. Here you come with your old music, and here's all the good it brings. 5. What, they lived once thus at Venice where the merchants were the kings, 6. Where Saint Mark's is, where the Doges used to wed the sea with rings ? 7. Ay, because the sea's the street there; and 'tis arched by . . . what you call 8. … Shylock's bridge with houses on it, where they kept the carnival: 9. I was never out of England — it's as if I saw it all. 10. Did young people take their pleasure when the sea was warm in May? 11. Balls and masks begun at midnight, burning ever to mid-day, 12. When they made up fresh adventures for the morrow, do you say? 13. Was a lady such a lady, cheeks so round and lips so red, — 14. On her neck the small face buoyant, like a bell-flower on its bed, 15. O'er the breast's superb abundance where a man might base his head? 16. Well, and it was graceful of them — they'd break talk off and afford 17. — She, to bite her mask's black velvet — he, to finger on his sword, 18. While you sat and played Toccatas, stately at the clavichord? 19. What? Those lesser thirds so plaintive, sixths diminished, sigh on sigh, 20. Told them something? Those suspensions, those solutions, — "Must we die?" 21. Those commiserating sevenths — "Life might last! we can but try! 22. "Were you happy?" — "Yes." — "And are you still as happy?" — "Yes. And you?" 23. — "Then, more kisses!" — "Did I stop them, when a million seemed so few?" 24. Hark, the dominant's persistence till it must be answered to! 25. So, an octave struck the answer. Oh, they praised you, I dare say! 26. "Brave Galuppi! that was music! good alike at grave and gay! 27. "I can always leave off talking when I hear a master play!" 28. Then they left you for their pleasure: till in due time, one by one, 29. Some with lives that came to nothing, some with deeds as well undone, 30. Death stepped tacitly and took them where they never see the sun. 31. But when I sit down to reason, think to take my stand nor swerve, 32. While I triumph o'er a secret wrung from nature's close reserve, 33. In you come with your cold music till I creep thro' every nerve. 34. Yes, you, like a ghostly cricket, creaking where a house was burned: 35. "Dust and ashes, dead and done with, Venice spent what Venice earned. 36. The soul, doubtless, is immortal — where a soul can be discerned. 37. Yours for instance: you know physics, something of geology, 38. Mathematics are your pastime; souls shall rise in their degree; 39. Butterflies may dread extinction, — you'll not die, it cannot be! 40. As for Venice and her people, merely born to bloom and drop, 41. Here on earth they bore their fruitage, mirth and folly were the crop: 42. What of soul was left, I wonder, when the kissing had to stop? 43. ''Dust and ashes!" So you creak it, and I want the heart to scold. 44. Dear dead women, with such hair, too — what's become of all the gold 45. Used to hang and brush their bosoms? I feel chilly and grown old. | 1. Oh, Galuppi, Baldassaro, c'est bien triste à savoir ! 2. Je me tromperais difficilement sur ton compte, il me faudrait être aveugle et sourd ; 3. Je te comprends cependant, mais avec un cœur bien lourd! 4. Te voici avec ta vieille musique, et voilà tout ce qu'elle rapporte. 5. Ainsi vivait-on à Venise quand les marchands étaient rois ? 6. Là où se trouve Saint-Marc, là où les Doges épousaient la mer avec des anneaux ? 7. C'est que la mer est la rue de là-bas et l'arche la franchit du — comment dites-vous ? 8. Du pont de Shylock, et ses maisons au-dessus, là où se tenait le Carnaval, 9. Moi qui ne suis jamais sorti d'Angleterre, c'est comme si je voyais tout. 10. Les jeunes gens prenaient-ils leur plaisir par la chaude mer de mai ? 11. Bals et masques commençaient à minuit, incandescents jusqu'à midi, 12. Quand on prévoyait les réjouissances du lendemain, est-ce bien ce que tu dis ? 13. Il était une dame si belle, les joues si rondes, les lèvres si rouges, — 14. Sur son cou flottait un visage menu, une clochette au-dessus d’un parterre, 15. Contre l’altière abondance des seins, un homme aurait-il pu poser sa tête ? 16. Eh bien, quelle élégance de leur part — cessant de parler, ils se permirent 17. — Elle, de mordre le velours noir de son masque — lui, de badiner avec son épée, 18. Tandis qu’assis au clavicorde, tu jouais d’amples toccatas ? 19. Comment ? Ces plaintives tierces mineures et sixtes diminuées, soupir sur soupir, 20. Leur parlaient-elles ? Ces suspensions, ces résolutions — « Devons-nous mourir ? » 21. Ces septièmes compatissantes — « La vie peut durer ! Nous devons pourtant essayer ! » 22. « Étais-tu heureux ? » — « Oui. » — « L’es-tu toujours ? » — « Oui. Et toi ? » 23. — « Encore des baisers ! » — « Ai-je cessé d’en donner, quand un million semblait si peu ? » 24. Écoutez la dominante se maintenir dans l'attente de la réponse ! 25. Alors, à l’octave sonna cette réponse. Oh, ils te félicitèrent, j'ose le dire ! 26. « Brave Galuppi ! cela, c’était de la musique ! aussi bonne dans la tristesse que dans la joie ! 27. » Impossible de me taire lorsque j'entends une pièce de maître! » (à suivre) |